# Julia Rodzińska
Maria Julia Rodzińska OP, Stanisława Maria Józefa Rodzińska (ur. 16 marca 1899 w Nawojowej, zm. 20 lutego 1945 w Stutthof) – polska siostra zakonna ze Zgromadzenia Sióstr św. Dominika, błogosławiona Kościoła katolickiego.

## Życiorys
Była jedną z pięciorga dzieci organisty Michała i Marianny z domu Sekuły. W wieku 17 lat wstąpiła do Zgromadzenia Sióstr św. Dominika w Tarnobrzegu-Wielowsi i tam (5 sierpnia 1924) złożyła śluby zakonne i zakończyła przerwaną edukację. Jako wykwalifikowana nauczycielka swoją posługę realizowała w Mielżynie, Rawie Ruskiej i w Wilnie (od 13 grudnia 1922 przez 22 lata). Od 1934 była przełożoną domu w Wilnie i kierowała zakładem dla sierot.
Po wybuchu II wojny światowej brała udział w tajnym nauczaniu języka polskiego, historii, religii i prowadziła działalność humanitarną. W lipcu 1943 została aresztowana i uwięziona przez Gestapo w więzieniu na Łukiszkach, a stamtąd trafiła do niemieckiego obozu koncentracyjnego Stutthof. Została zarejestrowana jako numer 40992. Została poddawana torturom, izolacji i poniżaniu. Niosła pomoc duchową współwięźniom niezależnie od wyznania i narodowości.

W opinii świadków:

To był anioł dobroci. W warunkach upodlenia człowieka potrafiła skierować nas na inny wymiar życia.(...) Dla nas ona była świętą, ona oddała za innych życie.

Zmarła z wycieńczenia i na skutek chorób pomagając konającym więźniarkom żydowskim.
W 1999 r. została ogłoszona błogosławioną przez papieża Jana Pawła II w grupie 108 błogosławionych męczenników.
Jest patronką: Szkoły Podstawowej im. bł. s. Julii Rodzińskiej w Nawojowej; Przedszkola Zgromadzenia Sióstr św. Dominika p.w. bł. s. Julii Rodzińskiej
w Poznaniu; Katolickiej Szkoły Podstawowej i Przedszkola Sióstr Dominikanek im. bł. s. Julii Rodzińskiej w Piotrkowie Trybunalskim.